# شركة تايوان لصناعة أشباه الموصلات المحدودة
شركة تايوان لصناعة أشباه الموصلات المحدودة (بالإنجليزية: Taiwan Semiconductor Manufacturing Company) (TSMC) أو «تي إس أم سي» هي شركة تايوانية ومتعددة الجنسيات متخصصة في صناعة الإلكترونيات وصناعة أشباه الموصلات. أسست سنة 1987 ومقرها هو سين شو (Hsinchu). تنتج الشركة البطاقات الرسومية لـ إنفيديا وإيه تي آي تكنولوجيز والمعالجات المركزية لاجهزة أي فون.
تُعتبر شركة أشباه الموصلات الأكثر قيمة في العالم حيث تجاوزت قيمتها السوقية إلى 1.02 تريليون دولار بحسب بيانات بلومبرغ في يوليو 2025، وتُعد الشركة أكبر مصنع مُتخصص مُستقل لأشباه الموصلات في العالم، وأكبر شركة في البلاد (تايوان) مع مقرها الرئيسي وعملياتها الرئيسية التي تقع في حديقة هسينشو للعلوم في سين شو، تايوان. على الرغم من أن الحكومة المركزية في تايوان هي أكبر مساهم فردي،[10] فإن غالبية شركة تي إس أم سي مملوكة لمستثمرين أجانب. في عام 2023، احتلت الشركة المرتبة 44 كأفضل شركة في العالم في فوربس جلوبال 2000. بلغت صادرات تايوان من الدوائر المتكاملة 184 مليار دولار في عام 2022، وهو ما يمثل ما يقرب من 25% من الناتج المحلي الإجمالي لتايوان. تشكل شركة تي إس أم سي حوالي 30% من المؤشر الرئيسي لبورصة تايوان.
تأسست شركة تي إس أم سي في تايوان عام 1987 على يد موريس تشانج كأول مصنع متخصص في تصنيع أشباه الموصلات في العالم. وقد ظلت الشركة الرائدة في مجالها لفترة طويلة. عندما تقاعد تشانج في عام 2018، بعد 31 عامًا من قيادة الشركة، أصبح «مارك ليو» رئيسًا لمجلس الإدارة وأصبح «سي سي وي» الرئيس التنفيذي. تم إدراجها في بورصة تايوان منذ عام 1993؛ وفي عام 1997 أصبحت أول شركة تايوانية يتم إدراجها في بورصة نيويورك. منذ عام 1994، حققت تي إس أم سي معدل نمو سنوي مركب (CAGR) بلغ 17.4% في الإيرادات ومعدل نمو سنوي مركب بلغ 16.1% في الأرباح.
معظم شركات أشباه الموصلات مثل AMD وApple وARM وBroadcom وMarvell وMediaTek وQualcomm وNvidia هي عملاء لشركة TSMC، بالإضافة إلى الشركات الناشئة. كما تقوم شركات الدوائر المنطقية القابلة للبرمجة مثل Xilinx و Altera سابقًا بتصنيع أو الاستفادة من خدمات تي إس أم سي. بعض مُصنعي الدوائر المتكاملة الذين لديهم مرافق تصنيع خاصة بهم، مثل Intel وNXP وSTMicroelectronics وTexas Instruments، يستعينون بـ تي إس أم سي لبعض إنتاجهم. تقوم شركة أشباه الموصلات واحدة على الأقل، وهي LSI، بإعادة بيع رقائق TSMC من خلال خدمات تصميم الدوائر المتكاملة محددة التطبيق ASIC.
تبلغ الطاقة الإنتاجية العالمية لشركة تي إس أم سي حوالي ثلاثة عشر مليون رقاقة مكافئة لـحجم 300 مم سنويًا طبقًا لعام 2020 وتنتج رقائق للعملاء بحجم 2 ميكرون إلى 3 نانومتر. كانت شركة TSMC أول مصنع يسوق قدرات إنتاج 7 نانومتر و5 نانومتر (التي تستخدمها Apple A14 و M1 SoCs لعام 2020، ومعالجات MediaTek Dimensity 8100 وسلسلة AMD Ryzen 7000)، وأول من يسوق تقنية الطباعة فوق البنفسجية القصوى (EUV) من ASML بكميات كبيرة.

## الأسهم المالية للشركة
2023 ارتفعت أسهم شركة "تايوان سيميكوندوكتور مانوفكتشورينغ" (TSMC) إلى أعلى مستوى لها منذ نصف عام تقريباً بعدما سجلت أول زيادة شهرية في المبيعات منذ فبراير، ما يؤكد توقعات التعافي التدريجي لسوق أشباه الموصلات العالمية من أدنى مستوى شهدته في عصر كوفيد.

## وصلات خارجية
- الموقع الرسمي